# بوب تومسون (رسام)
بوب تومسون (بالإنجليزية: Bob Thompson)‏ (ولد في 26 يونيو عام 1937، وتوفي في 30 مايو عام 1966)، كان رسّامًا رمزيًّا معروفًا بلوحاته الزيتية الملونة الجريئة، التي استمدت عناصرها من المعلمين القدماء. وُصفت أعماله الفنية أيضًا بأنها توفيق بين القطع الفنية الباروكية والنهضوية وبين التعبيرية التجريدية المتأثرة بالجاز. 
كان مُنتجًا في عمله الممتد ثمانية أعوام، فأنتج أكثر من ألف عمل قبل موته في روما عام 1966. ثبّت متحف ويتني عرضًا تاريخيًّا لعمله في عام 1998. وله أعمال أخرى في مجموعات خاصة وعامة في أرجاء الولايات المتحدة. 

## الحياة والعمل
وُلد روبرت لويس تومسون وترعرع في لويسفيل، كنتاكي. مات أبوه في حادث سيارة عندما كان ابن 13 عامًا، وعاش تومسون مع أقربائه الذين عرفوه على الفن والجاز. أخذ تومسون دروسًا تحضيرية في الطب في جامعة بوستون لفترة قصيرة (1955–56)، ثم تركها وعاد إلى جامعة لويسفيل (1957–58)، حيث درس الرسم على يد الفنان الألماني التعبيري أولفيرت ويلك وتشارلز كروديل. 
انتقل عام 1958 للعيش في مدينة نيويورك، حيث أسس صداقات مع موسيقيي جاز مثل تشارلي هيدن وأورنيت كولمان عندما كان من روّاد ناديي الجاز «ذا فايف سبوت» و«سلَغز». أسس صداقات كذلك مع الكاتبين ألين غنسبرغ وليروي جونز بالإضافة إلى زملائه ليستر جونسون وريد غرومز وميمي غروس وماركيا ماركوس وآلان كابرو، الذي اشترك معه في بعض أوائل معارضه. في عام 1960، افتتح معرضه الانفرادي الأول في متحف ديلانسي ستريت ثم في معرض مارثا جاكسون حيث أقام معارض انفرادي في عامي 1963–64، وفي عام 1965. في عام 1968، نظمت المدرسة الجديدة (ذا نيو سكول) معرضًا انفراديًّا لأعماله. 
تزوج تومسون عام 1960 وانتقل مع زوجته إلى أوروبا عام 1961 بعد تلقي زمالة في مؤسسة ويتني. ذهبا إلى لندن وباريس (إذ أقاما في ما يعرف بفندق «متحف الدقة»، وإسبانيا إذ استقرا في جزيرة إبيثا. أراد تومسون أن يستلهم من المعلمين القدماء الأوروبيين وربما أراد أيضًا أن يتخلص من المخدرات. ولكن تعاطيه للمخدرات آتى نتائجه. توفي من جرعة زائدة من الهيروين بعد جراحة المرارة في روما، إيطاليا عام 1966. ومع أن تومسون كان له عملٌ قصير الزمن نسبيًّا قبل موته المبكر، فإنه استطاع مع هذا أن ينتج نحو ألف رسمة ولوحة. 

## الأسلوب الفني
قضى تومسون كثيرًا من وقته في عمله المبكر يزور المتاحف ويستلهم الفنون الأقدم. كان من أهم أهدافه الفنية أن يعيد تأويل المواضيع والأفكار من المعلمين القدماء. بالتوفيق بين القطع الفنية الباروكية والنهضوية وبين الحركة التعبيرية التجريدية المتأثرة بالجاز، استطاع تومسون أن يجعل فن الماضي أقرب للجمهور المعاصر، لا سيما الجمهور الأمريكي الإفريقي. في عملع المبكر، رسم مجموعات كبيرة من الشخصية بالاعتماد على درجات ألوان ترابية. 
في عام 1963، انتقل اهتمامه إلى رسم أحداث مفردة مركزية بألوان أفقَع. بدأ يرسم رسمًا أكثر تعبيرية، ويمزج الرموز والمواضيع التقليدية بتخيلاته. من حيث الموضوع، كان مما يلهم تومسون ثنائية الخير والشر والعلاقة بين الإنسان والطبيعة. كانت شخصياته متعددة الألوان ومستوية وتعكس كثيرًا من العناصر الأساسية في الحركة التعبيرية التجريدية.

## وصلات خارجية
- بوب تومسون على موقع ميوزك برينز (الإنجليزية)